# Жары (Ленинградская область)
Жары — деревня в Тосненском городском поселении Тосненского района Ленинградской области.

## История
Деревня Жары упоминается на карте Ф. Ф. Шуберта 1844 года.

ЖАРЫ — деревня Жаровского сельского общества, прихода села Пельгоры, на Петербургском шоссе.

Дворов крестьянских — 8. Строений — 32, в том числе жилых — 11.

Число жителей по семейным спискам 1879 г.: 20 м. п., 24 ж. п.; по приходским сведениям 1879 г.: 18 м. п., 26 ж. п. (1884 год)

В конце XIX — начале XX века деревня административно относилась к Пельгорской волости 1-го стана 1-го земского участка Новгородского уезда Новгородской губернии.

ЖАРЫ — деревня Жаровского сельского общества, дворов — 14, жилых домов — 14, число жителей: 48 м. п., 55 ж. п.

Занятия жителей — земледелие, отхожие промыслы. Мелочная лавка.
 
ЖАРЫ — усадьба П. И. Занберга, дворов — 1, жилых домов — 2, число жителей: 5 м. п., 3 ж. п. Занятия жителей — земледелие. 

ЖАРЫ — усадьба П. Я. Зверздина, дворов — 1, жилых домов — 1, число жителей: 7 м. п., 1 ж. п. Занятия жителей — земледелие. 

ЖАРЫ — усадьба П. Я. Зверздина, дворов — 1, жилых домов — 1, число жителей: 4 м. п., 4 ж. п. Занятия жителей — земледелие.

ЖАРЫ — усадьба Кетле, дворов — 1, жилых домов — 2, число жителей: 3 м. п., 3 ж. п. (1907 год)

Согласно военно-топографической карте Петроградской и Новгородской губерний издания 1917 года деревня Жары насчитывала 8 крестьянских дворов.
С 1917 по 1927 год деревня Жары входила в состав Любанской волости Новгородского уезда Новгородской губернии.
С 1927 года в составе Рябовского сельсовета Любанского района Ленинградской области.
С 1930 года в составе Тосненского района.
По данным 1933 года деревня Жары входила в состав Рябовского сельсовета Тосненского района.
- План деревни Жары. 1941 год

Согласно топографической карте РККА 1941 года деревня насчитывала 68 дворов. В деревне находилась почта и школа.
Деревня была освобождена от немецко-фашистских оккупантов 26 января 1944 года.
В 1958 году население деревни Жары составляло 314 человек.
По данным 1966 года деревня также находилась в составе Рябовского сельсовета.
По данным 1973 и 1990 годов деревня Жары находилась в административном подчинении Рябовского поселкового совета.
В 1997 году население деревни Жары Рябовского поссовета составляло 81 человек.
В 2002 году в деревне Жары Ушакинской волости проживали 64 человека (русские — 98 %).
В 2007 году население деревни Жары Тосненского ГП составляло 56 человек.

## География
Деревня расположена в центральной части района на автодороге М10 (E 105) (Москва — Санкт-Петербург).
Расстояние до административного центра поселения — 17 км.
Расстояние до ближайшей железнодорожной платформы Георгиевская — 1,5 км.

## Транспорт
Через деревню проходят районные автобусные маршруты из Тосно в направлении:
- Георгиевское (№ 314)
- станция Любань (№ 320)
- станция Рябово (№ 336)

## Демография
| 2007 | 2010 | 2017 |
| ---- | ---- | ---- |
| 56   | ↗87  | ↘65  |

## Улицы
Московское шоссе, Новая, Совхозная, Станционная.